# Czornyj Olech
Czornyj Olech (ros. Чёрный Олех) – wieś (ros. село, trb. sieło) w zachodniej Rosji, w sielsowiecie worobżańskim rejonu sudżańskiego w obwodzie kurskim.

## Geografia
Miejscowość położona jest nad rzeką Worobża (dopływ Psioła), 4,5 km od centrum administracyjnego sielsowietu worobżańskiego (Worobża), 18 km od centrum administracyjnego rejonu (Sudża), 76 km od Kurska.
W granicach miejscowości znajdują się ulice: Ponizowka, Sowietskaja, Żychar.

## Demografia
W 2010 r. miejscowość zamieszkiwało 170 osób.